# Edonis (automobile)
L'Edonis est une supercar, qui devait être produite à Modène par la société B.Engineering. Elle tire son nom du grec hedoné, qui veut dire plaisir. Elle est la « première voiture du XXIe siècle », puisque dévoilée à minuit, le 1er janvier 2001 (le projet, lui, date du 1er janvier 2000). En tout, 21 exemplaires devaient être produits. 
L'Edonis est née parce que le directeur de Bugatti International, le français Jean-Marc Borel, souhaitait faire une voiture pour concurrencer la Lotus Elise mais une fois les comptes faits, cela nécessitait un investissement colossal, le projet fut donc écarté. Une autre solution consistait à faire une voiture dérivée de la Bugatti EB110. 
L'ingénieur Nicola Materazzi corrigea les défauts de l'EB110 et la simplifia en passant de 4 à 2 turbos, d'une traction intégrale à une propulsion. L'Edonis atteignit 359,6 km/h sur l'anneau de Nardo avec le pilote essayeur Français Jean-Philippe Vittecocq à son volant. 
L'Edonis, basée sur le châssis d´une Bugatti EB110 Super Sport, possède un châssis monocoque et une carrosserie aluminium faite à la main, un V12 3,8 L biturbo de 680 ch. Son prix était de 680 000 €. À l'origine prévue pour faire 1 000 ch, elle n'a pas pu atteindre cette puissance faute d'homologation. 
Son créateur, Nicola Materazzi, conçut la voiture en 47 jours, elle fut assemblée par des anciens de Bugatti Automobili. 